# Josep Cristòfol Sorní i Grau
Josep Cristòfol Sorní i Grau (València, 10 de juliol de 1813 - Madrid, 8 d'abril de 1888) fou un advocat i polític valencià, germà de l'arquitecte Manuel Sorní i Grau. Era fill d'un oficial liberal de la Milícia Nacional durant el trienni liberal que s'hagué d'exiliar a França i no pogué tornar fins a l'amnistia de 1834.

## Els primers anys
Es llicencià en dret el 1836 i s'enrolà com a sergent i més tard sotstinent de la Milícia Nacional. Milità en el Partit Progressista i formà part de la Junta Revolucionària formada després del cop que destituí el comte de Toreno (juliol de 1835). Poc després fou nomenat catedràtic substitut de jurisprudència de la Universitat de València, però la caiguda del govern progressista el portà a treballar a Andalusia, on el 1839 el governador eclesiàstic de la diòcesi de Màlaga, Valentín Ortigosa, el nomenà secretari de govern i assessor del Tribunal Eclesiàstic. El 1840 fou enviat a Sevilla, on va donar suport l'aixecament a favor d'Espartero i el 1841 fou segon comandant de la Milícia Nacional a Màlaga. El 1843 tornà a València, on continua la seva tasca com a advocat i publicà articles sobre legislació a El Eco Literario.

## Evolució cap al republicanisme
Formà part com a secretari de la Junta Revolucionària durant la revolució de 1854 i aquell mateix any fou elegit diputat a Corts espanyoles per la província de València, essent un dels oradors més destacats del bienni progressista juntament amb Estanislau Figueras, José María Orense i Nicolás María Rivero. Després de la caiguda liberal el 1856 s'establí definitivament a Madrid, on va treballar com a advocat i a poc a poc derivà cap al republicanisme.
Participà en la insurrecció de juny de 1866 organitzant una barricada a la plaça d'Antón Martín amb Nicolás María Rivero, raó per la qual fou tancat quatre mesos a la presó del Saladero. Durant la revolució de 1868, entre el 30 de setembre i el 5 d'octubre de 1868, fou vocal de la Junta Revolucionària de Madrid, i a les eleccions generals espanyoles de 1869 fou elegit diputat pel districte dels Serrans, alhora que fou escollit comandant del batalló de Voluntaris del Congrés.

## Activitat durant elsexenni democràtic
El mateix 1869 fou nomenat president de la Junta Provincial Republicana Federal i president del Club Republicà del Congrés dels Diputats. Mercè la seva popularitat fou reescollit diputat del Partit Republicà Democràtic Federal per València a les eleccions generals espanyoles de 1871, abril de 1872, agost de 1872 i 1873.
Quan es proclamà la Primera República Espanyola fou nomenat inicialment Director del Patrimoni de la Corona, fins que Francesc Pi i Margall el nomenà Ministre d'Ultramar (22 de febrer - 29 de juny de 1873). Durant el seu mandat foren declarats lliures 10.000 esclaus de Cuba i signà l'abolició de l'esclavatge a Puerto Rico.
Després de la restauració borbònica es mantingué fidel a Francesc Pi i Margall i continuà militant amb el Partit Federal, del que en fou president de la Junta Provincial de Madrid i director del diari republicà La Vanguardia.

## Sorní i el valencianisme
Tot i establit a Madrid, va mantenir contactes amb la incipient Renaixença valenciana. Fou amic de Constantí Llombart i participà amb ell en la creació de Lo Rat Penat el 1878 i en l'organització dels Jocs Florals de 1883 com a mantenidor.